# Diathoneura peruviana
Diathoneura peruviana är en tvåvingeart som beskrevs av Oswald Duda 1927. Diathoneura peruviana ingår i släktet Diathoneura och familjen daggflugor.
Artens utbredningsområde är Peru. Inga underarter finns listade i Catalogue of Life.